# Paul Rader
Pour les articles homonymes, voir Paul et Rader.
Paul Rader, né en 1906 et mort en 1986, est un peintre et illustrateur américain.

## Biographie
Paul Rader est connu pour ses couvertures de livres. Son modèle favori était sa femme, Edith, une femme blonde. C'est elle qui est représentée sur la couverture de Unnatural, The Cheaters, The Unashamed, The Unloved, 69 Barrow Street ou The Blonde.